# Jens Grötzschel
Jens Grötzschel (geboren in Karl-Marx-Stadt) ist ein deutscher Filmkomponist und Musikproduzent.

## Leben
Seit dem neunten Lebensjahr bekam er Unterricht in klassischer Konzertgitarre. Nach dem Musikstudium an der Hochschule für Musik Franz Liszt Weimar und spielte zeitgleich in lokalen Rockbands. Ein Studium im Fach Filmkomposition an der Filmakademie Baden-Württemberg folgte. Dort erhielt er Unterricht u. a. bei Cong Su., John Allison Campbell und Gibbs Platen.
Seine ersten Arbeiten waren Filmmusiken für Kurzfilme zahlreicher Regisseure, noch produziert an der Filmakademie Ludwigsburg in den Jahren 2000 bis 2005. Viele davon wurden weltweit erfolgreich auf zahlreichen Festivals präsentiert. Hinzu kamen Aufträge für Commercials, TV-Shows und Dokumentarfilme. Der Dokumentarfilm Afghanen flirten nicht (Regie: Jochen Frank, 2004) gewann mehrere Förderpreise, darunter den des Deutschen Fernsehpreises 2005. Ab 2006 komponierte und produzierte er Musik für die 20 Episoden der Arte-Doku-Serie Die kulinarischen Abenteuer der Sarah Wiener. Darauf folgten jeweils zehn Episoden der Staffeln 2 bis 6 (2007 bis 2014).
Mit LENZ.(2009) komponierte er erstmals die Filmmusik für einen Langspielfilm. Seitdem arbeitete er an zahlreichen weiteren erfolgreichen deutschen und internationalen Film- und Fernsehproduktionen.
Jens Grötzschel lebt und arbeitet in Berlin.

## Filmografie (Auswahl)
- 2004: Afghanen flirten nicht / Afghans don’t flirt
- 2006: Die kulinarischen Abenteuer der Sarah Wiener (Fernsehserie)
- 2006: Aal im Schädel / Eels
- 2006: Richter lebenslänglich
- 2007: Champagner kann nicht schaden
- 2007: Die kulinarischen Abenteuer der Sarah Wiener, 2. Staffel (Fernsehserie)
- 2008: Dinge, die man tun kann, wenn man tot ist / Things To Do When You Are Dead
- 2008: Die kulinarischen Abenteuer der Sarah Wiener, 3. Staffel (Fernsehserie)
- 2009: Sarah und die Küchenkinder / Sarah et les marmitons (Fernsehserie)
- 2009: Heimspiel
- 2009: LENZ.
- 2009: Die kulinarischen Abenteuer der Sarah Wiener in den Alpen (Fernsehserie)
- 2010: Tough Men
- 2010: Nicht ganz koscher
- 2011: Die kulinarischen Abenteuer der Sarah Wiener in Österreich (Fernsehserie)
- 2012: Die kulinarischen Abenteuer der Sarah Wiener in Großbritannien (Fernsehserie)
- 2012: Auslandseinsatz
- 2013: Sarah Wieners erste Wahl (Fernsehserie)
- 2014: Die kulinarischen Abenteuer der Sarah Wiener in Asien (Fernsehserie)
- 2014: Tatort: Zirkuskind
- 2014: Tatort: Eine Frage des Gewissens
- 2015: Die dunkle Seite des Mondes
- 2016: Der Island-Krimi – Der Tote im Westfjord
- 2016: Der Island-Krimi –  Tod der Elfenfrau
- 2017: The Super
- 2019: Bonusfamilie (Fernsehserie)
- 2021: Tatort: Der böse König
- 2022: Ramstein – Das durchstoßene Herz
- 2023: Tatort: Das geheime Leben unserer Kinder

## Auszeichnungen
- 2006: Best Sound Award des korean. Puchon International Student Animation Festival (PISAF)[2] Filmfestivals für den Kurzfilm Aal im Schädel (“Eels”) (zusammen mit Steffen Berlipp).

## Belege
1. 1 2  Biografie von Jens Grötzschel (Seite nicht mehr abrufbar, festgestellt im August 2025. Suche in Webarchiven)  Info: Der Link wurde automatisch als defekt markiert. Bitte prüfe den Link gemäß Anleitung und entferne dann diesen Hinweis., abgerufen am 28. Oktober 2016.
2. ↑  Memorial Prize 2006 für Eels

| Personendaten    | Personendaten                             |
| ---------------- | ----------------------------------------- |
| NAME             | Grötzschel, Jens                          |
| KURZBESCHREIBUNG | deutscher Bühnenmusiker und Filmkomponist |
| GEBURTSDATUM     | zwischen 1970 und 1979                    |
| GEBURTSORT       | Karl-Marx-Stadt                           |